# +Anima
+Anima (яп. プラスアニマ Purasu Anima, Плюс Анима) — Манга, состоящая из десяти танкобонов, созданная Нацуми Мукаи о четырёх героях — изгоях-моэантропоморфах, которые путешествуют по свету и ищут себе подобных.

## Восприятие критикой
По мнению рецензента сайта mania.com, невозможно отрицать, что персонажи этой манги чрезвычайно милы. Для тех, кому нравятся девушки-кошки или мальчики-коты, эта манга предоставит и множество других гибридов таких, как мальчик-ворон или мальчик-рыба. А тиби-дизайн персонажей и невинность их диалогов сделают их ещё милее. К сожалению, этим в основном плюсы манги и ограничиваются. Сеттинг в котором сосуществуют люди и звероподобные существа можно найти в любой фэнтези-манге или РПГ. Первый том манги следует стандартному шаблону по которому новые +Anima освобождаются из плена людей и присоединяются к команде. При этом отсутствуют какие-либо значительные параллели с реальными социальными предубеждениями. Скорее идет глупая и безрассудная возня, позволяющая персонажам быть милыми. Также отсутствует и серьезная проработка персонажей. Вместо этого автор полагается на популярные шаблоны. Хотя в манге присутствует несколько попыток описать трагическое прошлое героев, все они в итоге рушатся, чтобы сохранить легкий настрой манги.
Журнал MangasZene отмечает, что сюжет данной манги и характеры персонажей отличаются глубиной и достойны симпатий читателя. История несколько меланхолична, но тем не менее остроумна и интересна. Ключевым её моментом является то, как люди обходятся с теми, кто отличается от них. Своих персонажей мангака изобразил симпатичными, что добавляет обаяния манге. Изображения отличаются тщательной проработкой, что особенно хорошо смотрится на больших панелях.

## Персонажи
Cooro (яп. クーロ Kūro, Куро) — родился 3 Августа. +Анима Ворон. У него есть черные оперённые крылья на спине. Куро любит яблоки. Наивный, рассеянный парень. Оптимист. Куро с рождания был Анимой, так как его мать умерла, когда была беременной. Иногда из-за черных крыльев Куро принимают за ангела смерти, чёрного ангела.
Husky (яп. ハスキー Hasukī, Хаски) — родился 4 Марта. +Анима Рыба. Его ноги в воде превращаются в рыбий хвост. Благодаря жабрам на шее умеет дышать под водой. В начале манги он играл роль Принцессы-Русалочки. Слегка боится воды, потому что в детстве его едва не утопили.
Senri (яп. センリ Senri, Сёнри) — родился 30 Апреля. +Анима Медведь. Его правая рука становится медвежьей. Он самый сильный в ближнем бою. Сенри неразговорчив, постоянно носит с собой книгу. Благодаря повязки на глазу держит свою Аниму под контролем, без неё он полностью превращается в медведя, приходит в ярость.
Nana (яп. ナナ Nana, Нана) — родилась 12 Октября. +Анима Летучая Мышь. Имеет черные кожистые крылья за спиной, как у летучей мыши и уши. Стала Анимой, когда скрывалась от своего разъяренного отца.